# Nuevo Estadio de Adana
El Nuevo Estadio de Adana (en turco: Yeni Adana Stadyumu) es un estadio de fútbol ubicado en la ciudad de Adana, Turquía. El estadio fue inaugurado el año 2021 y posee una capacidad de 35 500 asientos. El recinto es utilizado por los clubes Adana Demirspor y Adanaspor de la Superliga de Turquía.
El nuevo recinto sustituyó al antiguo Estadio Adana 5 Ocak, construido en 1938 y que tenía capacidad para 16.523 espectadores.

## Historia
En 2014, comenzaron las obras de construcción del nuevo estadio ubicado en Sarıçam, un distrito ubicado a unos 10 km al norte del centro de Adana. Con la fecha de inauguración prevista para mediados de 2016, la fecha de entrega del estadio se pospuso en varias ocasiones en los años siguientes. En octubre de 2018, el avance de la construcción alcanzó el 90 %, dedicándose exclusivamente los trabajos realizados en este período a la construcción del techo y la fachada. 
En enero de 2019, con las obras completadas en un 97%, Mustafa Karslıoğlu, presidente de la Asociación de Contratistas Públicos de Adana, anunció a la prensa local que los retrasos se habían producido por los largos plazos de importación de los materiales utilizados en esta etapa de la obra. En noviembre se completó en su totalidad la cubierta y la fachada exterior, quedando la instalación de las gradas y demás equipamiento del estadio. A mediados de julio comenzó la instalación del césped híbrido: primero se fijaron al suelo las fibras de césped artificial, se cubrieron con una fina capa de tierra y luego se sembró el césped natural encima.
Con el estallido de la pandemia de COVID-19 en Turquía en 2020, se hizo poco probable que el estadio estuviera listo para abrir al comienzo de la temporada 2020-21. Se definió que el plazo para la finalización de la obra debería ser a finales de 2020.
Con la conclusión definitiva de las obras en diciembre de 2020, la inauguración del estadio tuvo lugar oficialmente el 19 de febrero de 2021 con el partido entre Adana Demirspor y Altay Izmir, que finalizó con victoria del club visitante por 1-2, en un enfrentamiento válido para la Segunda División turca.
El estadio fue construido sobre un terreno de 102.000 m² y la superficie del propio estadio es de 43.000 m². Su estructura se divide en seis plantas, dos de las cuales son subterráneas. 
Los asientos de los dos sectores de gradas son de color naranja, azul y blanco como un mosaico. En el sector superior, los asientos naranja (oeste) y azul (este) se debe a que los dos clubes locales se turnarán en el uso del estadio.

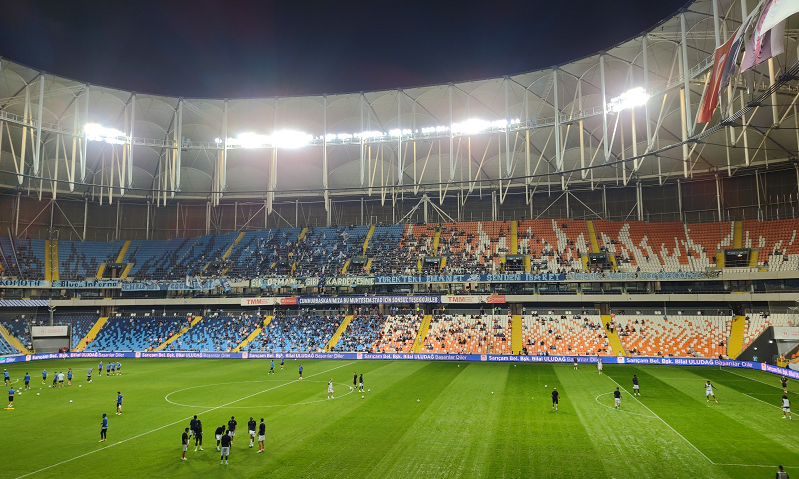
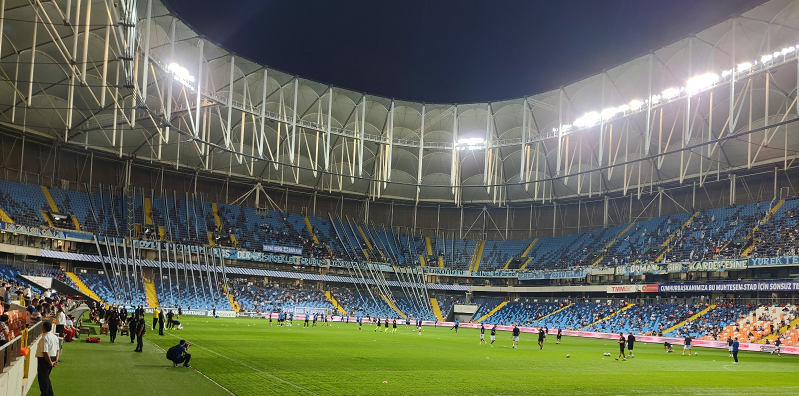